# Aonidia shastae
Aonidia shastae är en insektsart som först beskrevs av William Higgins Coleman 1903.  Aonidia shastae ingår i släktet Aonidia och familjen pansarsköldlöss. Inga underarter finns listade i Catalogue of Life.